# Abu-Saïd
Abu-Saïd ibn Muhàmmad ibn Miran-xah ibn Timur -en árabe أبو سعيد بن محمد بن ميران شاه بن تيمور, Abū Sanoʿīd b. Muḥammad ibn Mīrān-Xāh b. Tīmūr- (1424-1469) fue un soldado timúrida, hijo del sultán Muhammad Mirza, a su vez hijo de Mihran Shah.

## Biografía
En 1449, aprovechando la situación desesperada de Ulugh Beg por la revuelta de su hijo Abd ul-Latif, en la corte del cual vivía, intentó establecerse en Transoxiana. Asedió Samarcanda y fue rechazado; después, fue hecho prisionero por Ulugh Beg, pero al ser liberado intentó una revuelta en Bujará en mayo de 1450, que también fracasó, pero poco después se apoderó de Yasi (Turkestán) donde se pudo mantener a pesar de que fue atacado por las fuerzas de Abd Allah ibn Ibrahim Sultan ibn Shahrukh. En junio de 1451 lo expulsó de Samarcanda con ayuda del khan uzbeko Abu'l-Jayr. En este tiempo ya empezó a favorecer a los turcos arghun que le habían apoyado desde el comienzo y obtuvieron los mejores cargos.
En la primavera de 1454 reunió sus fuerzas por una ofensiva. Cruzó el río Oxus y entró a Balj. El Gran Khorasán estaba entonces dominado por Abu l-Kasim Babur, que pasó al contraataque, invadió Transoxiana y asedió Samarcanda. La defensa de la ciudad estuvo en manos del famoso jeque nakhsbandita Ubayd Allah Ahrar. Finalmente se ajustó la paz por la cual Oxus quedaba como frontera. Las relaciones en adelante fueran buenas. 
En 1454 se sollevó a Otrar el timúrida Uways ben Muhammad ben Baykara con el apoyo de Abu l-Khayr, kan de los uzbecos (shaybánidas) e infligió a Abu Said una seria derrota.
Por la frontera norte el peligro venía de los mongoles de Esen Bugha que ya lo habían atacado dos veces. En 1456 Abu Said dio su apoyo a Yunus, hermano de Esen Bugha, que pudo establecer su poder en el Mogolistán occidental; pero Yunus no pudo consolidar este dominio y pese a la ayuda de Abu Said,  fue finalmente expulsado (1464).
En marzo de 1457 murió Babur Mirza y lo sucedió su hijo Shah Mahmud, derrocado a las nueve semanas por Ibrahim ibn Ala al-Dawla ben Baysonghor que esperaba un acuerdo con Abu Said ibn Muḥammad ibn Miranshah ibn Timur, de la dinastía timúrida de Transoxiana, pero este quiso aprovechar para conquistar Herat y le mandó un mensaje: "Cuando llegue a Herat se hará lo que sea más conveniente"; sus fuerzas invadieron inmediatamente el Jorasán y ocupó Balkh entrando a Herat el 19 de julio de 1457; la Ciudadela de Herat fue asediada durante unos dos meses el verano de 1457; Ibrahim se retiró en la región de Bakharz y Khwaf; Abu Said intentó tomar la ciudadela pero fracasó y se retiró de Herat el 30 de agosto de 1457, pasando el invierno a Balj tiempo en que se dominó Kabul. Ibrahim mientras volvió a Herat.
Pero entonces Ibrahim fue atacado por Djahanshah ibn Kara Yusuf de los Kara Koyunlu que esperaba aprovechar esta lucha para engrandecer su territorio; primero se dirigió a Gorgán (Astarabad), de donde expulsó al gobernador, Mahmud ibn Babur Mirza; Ibrahim acudía a la zona y al lado de esta ciudad fue derrotado por Djahanshah (13 de diciembre de 1457) y tuvo que devolver a Herat pero ya cada fortaleza sólo obedecía a su sardar. Ibrahim tuvo que buscar la alianza de Abu Said (invierno de 1457 a 1458) con el que ajustó un acuerdo por el que sería su vasallo en Herat. Entonces el padre de Ibrahim, Ala al-Dawla, vino desde territorio uzbeco donde se encontraba, para ayudar a su hijo (22 de abril de 1458); Ibrahim no estuvo contento con la llegada de su padre pero formalmente le agradeció. Ala al-Dawla dictó un impuesto sobre los esclavos pero antes de poder recaudar suficiente dinero para levantar un ejército se presentó el ejército de los turcomanos, superior a las reducidas de que disponían, y ambos acabaron huyendo de Herat refugiándose Ala al-Dawla a Ghur-i Pain e Ibrahim a Ghur-i Bala. Djahan Shah entró en Herat el 28 de junio de 1458, hizo la khutba en nombre suyo y acuñó moneda; el 27 de octubre llegó desde Faros su hijo Pir Budak. Djahan Shah conservó Herat unos meses pero en noviembre de 1458, debido a dificultades de abastecimiento y a las noticias de que su hijo Husayn Ali había escapado de la prisión en Tabriz y había levantado un ejército, se vio en situación difícil pues Abu Said ibn Muḥammad ibn Miranshah ibn Timur avanzaba hacia la ciudad. Negoció con él, y Abu said pidió la restitución de todos los territorios excepto aquellos originalmente concedidos en Djahanshah por Sah-Rukh, pero finalmente aceptó que sólo tenía que restituir Khorasán. Se firmó un tratado (principios de diciembre de 1458) y Djahanshah marchó pocos días después y Abu Said entró en Herat sin oposición el 22 de diciembre de 1458; Abu Said conseguía dominar el Gran Khorasán. En este momento el dominio de Abu Said se extendía por Transoxiana, parte de Turquestán oriental hasta Kashghar, la estepa de Qiptxaq (Dasht-i Qiptxaq), Kabulistán, Zabulistán y el Gran Khorasán aunque los uzbecos hacían incursiones al sur del Sir Daria. El feudo de Ferganá fue concedido a su hijo Umar Shayk, otros hijos y dignatarios turcos o tadjiks también habían recibido feudos, como por ejemplo el Sistán (concedido como soyürghäl o donación a un potentado local de nombre Malik Shah Yahya Sistani que acabó gobernando de forma hereditaria en la provincia).